# Bylas
Bylas – jednostka osadnicza w Stanach Zjednoczonych, w stanie Arizona, w hrabstwie Graham.